# Dani Samuelsová
Dani Samuelsová (* 26. května 1988 Fairfield City, Nový Jižní Wales) je australská atletka, jejíž specializací je hod diskem.
První mezinárodní úspěchy posbírala v roce 2005 na Mistrovství světa do 17 let v Marrákeši, kde získala zlatou medaili v disku a bronz ve vrhu koulí. O rok později vybojovala na hrách Commonwealthu v Melbourne bronz a v Pekingu se stala juniorskou mistryní světa v hodu diskem, v koulařské části obsadila ve finále 7. místo.
V roce 2008 reprezentovala na letních olympijských hrách v Pekingu, kde skončila ve finále na 9. místě (60,15 m). O rok později se stala v Berlíně mistryní světa. Její nejdelší pokus měřil 65,44 metru. Stříbro získala Kubánka Yarelis Barriosová, která za vítězkou zaostala o 13 cm a bronz Rumunka Nicoleta Grasuová za 65,20 m.